# Palmera (banda)
Palmera fue un grupo de música pop/rock surgido en Santa Cruz de Tenerife, España, a mediados de la década de los 70.
La banda se formó en 1976 con el nombre de El eructo del bisonte, estando integrado por Dany Pacheco (piano, guitarra y voz), Tomás Pacheco (guitarra y voz), Oscar Santana (bajo y voz) y Carlos Real (batería). 
El Eructo del Bisonte grabó en 1978 su primer y único disco, "El eructo del bisonte" en el que se incluían entre otros temas como: "Kiosco de la paz", "Mar de nubes", "Rock&Roll nada más", "Labios de tu cara azul" y "El hombre mosca". En 1980 cambian su nombre por Palmera, menos confuso con respecto a su estilo musical. 
El grupo Palmera grabó dos LP: En 1981 editaron el primero, "Palmera", que incluía entre otras canciones "Luci", "El Café", "Que quieren", "Te dijo eso"... y en 1982 el segundo, "Las llaves de la moto" en donde se incluiría el mayor éxito del grupo, la canción "Las llaves de la moto", además de otras como "¡Qué pena!", "Gritando junto a ti", "De niña estaba mejor" o "Ábreme la puerta". 
Poco tiempo después la banda se disolvió, volviendo a los escenarios sólo en dos ocasiones especiales en la década de 1990.
- Daniel Pacheco: editó en solitario en 1990 un disco titulado "Vuelve el hombre mosca". Luego ha seguido actuando, unas veces en solitario y otras acompañado del grupo "Los brujos".

- Tomás Pacheco: en 1979 se graduó como ingeniero de telecomunicación por la Universidad Politécnica de Madrid y tras su actividad en Palmera, durante un tiempo produjo varios discos para grupos nacionales y para el grupo  Taller Canario de Canción el disco titulado "Identidad".

- Óscar Santana: estuvo en otras formaciones musicales como "Al margen" y actualmente trabaja para la S.G.A.E. También sigue vinculado a la música ejerciendo como bajo del grupo Los Celebros.

Durante la existencia de Palmera, el grupo tuvo distintos baterías: Fran Gallo, Alex, Paco Urbano, Pepe, Ramón, etc. que dieron cobertura al armazón del grupo formado por Dany, Tomás y Oscar.